# Cerkiew Podwyższenia Krzyża Świętego w Wołodzi
Cerkiew Podwyższenia Krzyża Świętego w Wołodzi – nieistniejąca parafialna cerkiew greckokatolicka, która znajdowała się w Wołodzi, w gminie Nozdrzec, w powiecie brzozowskim, w województwie podkarpackim.
Murowaną cerkiew w Wołodzi zbudowano w 1905 w miejscu poprzedniej drewnianej. W 1946 deportowano z Wołodzi 18 rodzin ukraińskich, a w 1947 w ramach akcji „Wisła” wywieziono kolejne 56 rodzin. Po wysiedleniu ludności wyznania greckokatolickiego cerkiew stała opuszczona. W latach 1948–54 miejscowy PGR hodował w niej świnie. W 1956 świątynię wraz z dzwonnicą rozebrano.